# 羅默內什蒂鄉 (雅西縣)

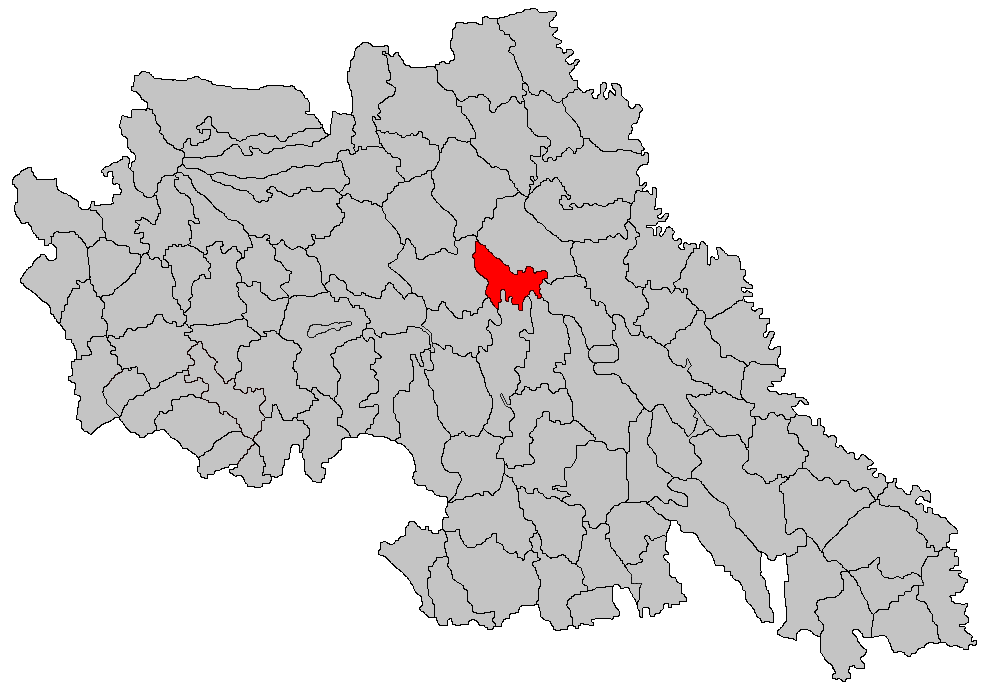
雅西县在罗马尼亚中的位置

47°17′N 27°19′E / 47.283°N 27.317°E
羅默內什蒂鄉（羅馬尼亞語：Comuna Românești, Iași），是羅馬尼亞的鄉份，位於該國東北部，由雅西縣負責管轄，面積39平方公里，海拔高度97米，2007年人口1,852，人口密度每平方公里48人。